# Degussa
Evonik Degussa GmbH (appelée Degussa AG jusqu'en décembre 2006) est un groupe chimique basé à Essen, devenu filiale du groupe Evonik Industries AG, actif dans la même branche : la chimie spéciale. Degussa est lui-même issu de la fusion des sociétés Degussa-Hüls AG et SKW Trostberg AG. L'activité prioritaire du groupe est le rachat des anciennes usines et filiales de la société-mère.

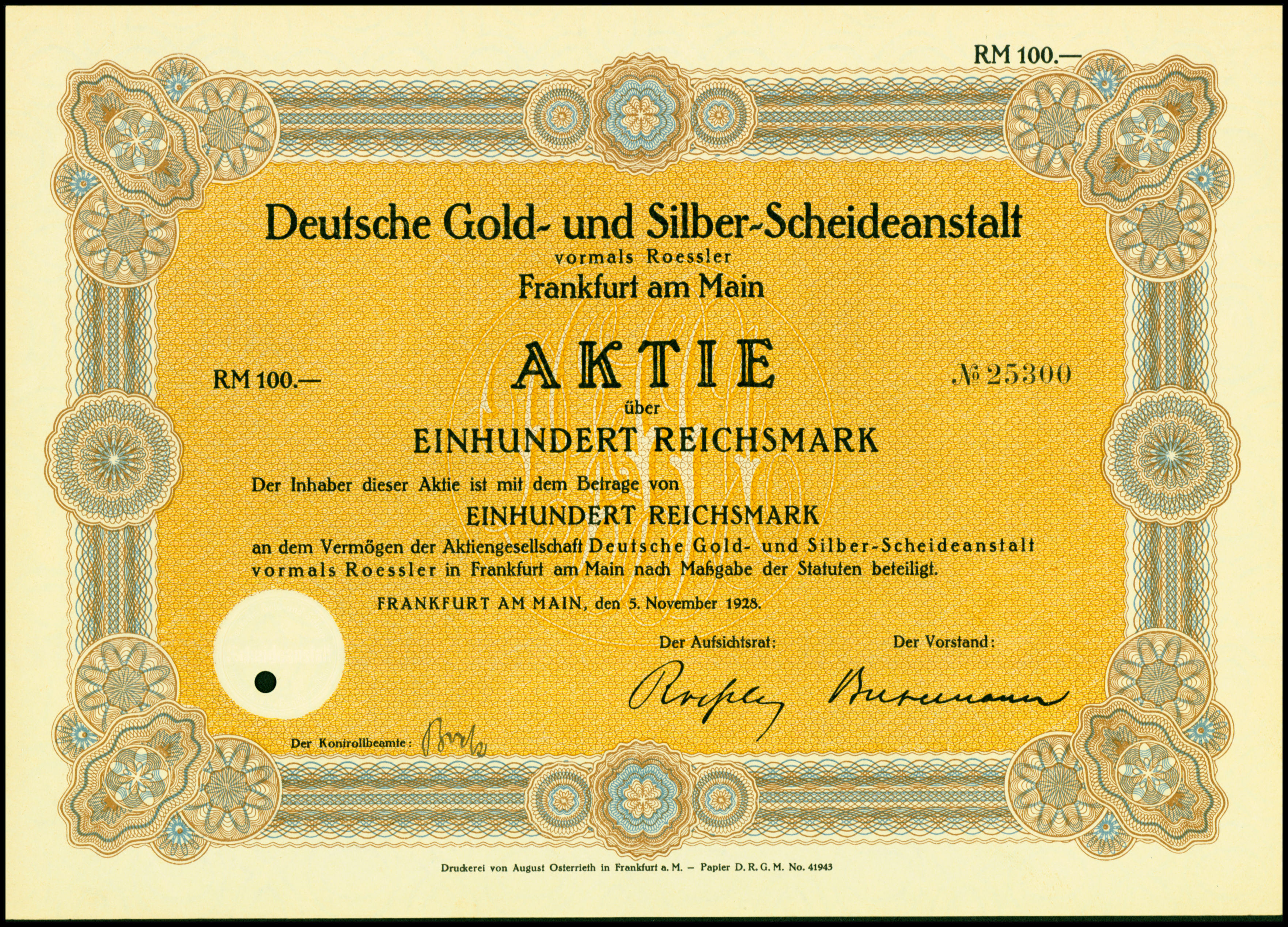
Action de la Deutsche Gold- und Silber-Scheideanstalt en date du 5 novembre 1928.

Degussa est une entreprise familiale de Francfort, qui fut d'abord spécialisée dans la purification de l'or : son nom est un acronyme formé des syllabes Deutsche Gold- und Silberscheideanstalt (c'est-à-dire « Société allemande d'élaboration d'or et d'argent »).

## La société en chiffres
Degussa était une multinationale active dans la chimie spéciale et de transformation. Pour l'exercice budgétaire 2006, les 36 000 employés du groupe ont réalisé un chiffre d'affaires de 10,9 milliards d'euros et un bénéfice de 879 millions d'euros. Cela faisait de Degussa le troisième groupe chimique d'Allemagne et le leader mondial de la chimie de transformation.

## Historique
Degussa a été fondée le 28 janvier 1873 à Francfort-sur-le-Main sous la dénomination « Deutsche Gold- und Silber-Scheideanstalt vormals Roessler AG ». Elle prit la succession d'un atelier d'orfèvrerie créé 30 ans plus tôt à Francfort, l'atelier de battage de monnaie Friedrich Ernst Rœssler (1813–1883), service public privatisé depuis. Après l'annexion de la ville libre de Francfort par la Prusse en 1866, l'atelier fut repris par ses fils Heinrich et Hector Rœssler.

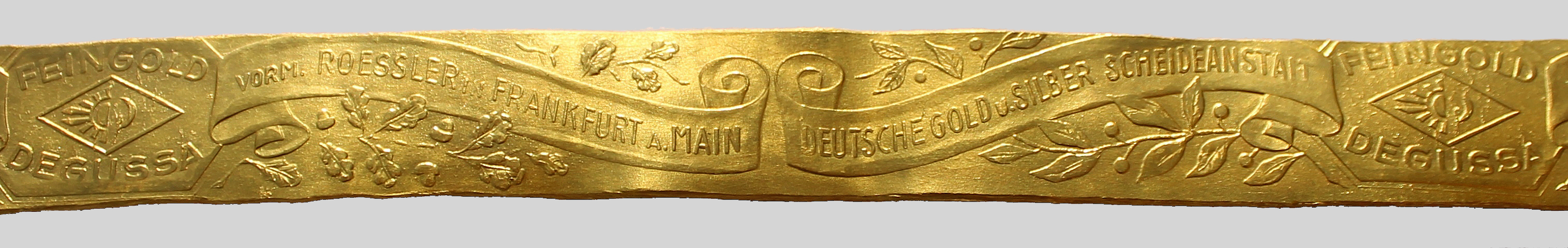
Plaquage à l’or fin (années 1950-60).

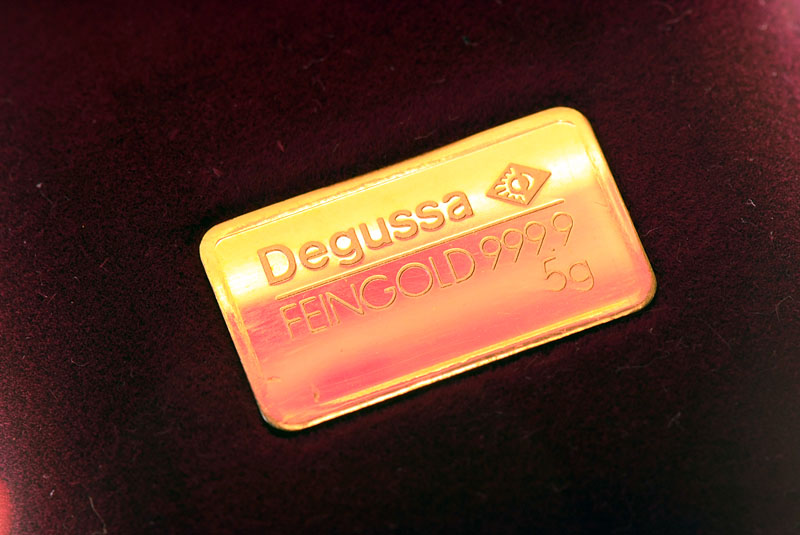
Barrettes d'or massif (5 g) avec le poinçon de la Deutscher Gold- und Silber-Scheideanstalt.

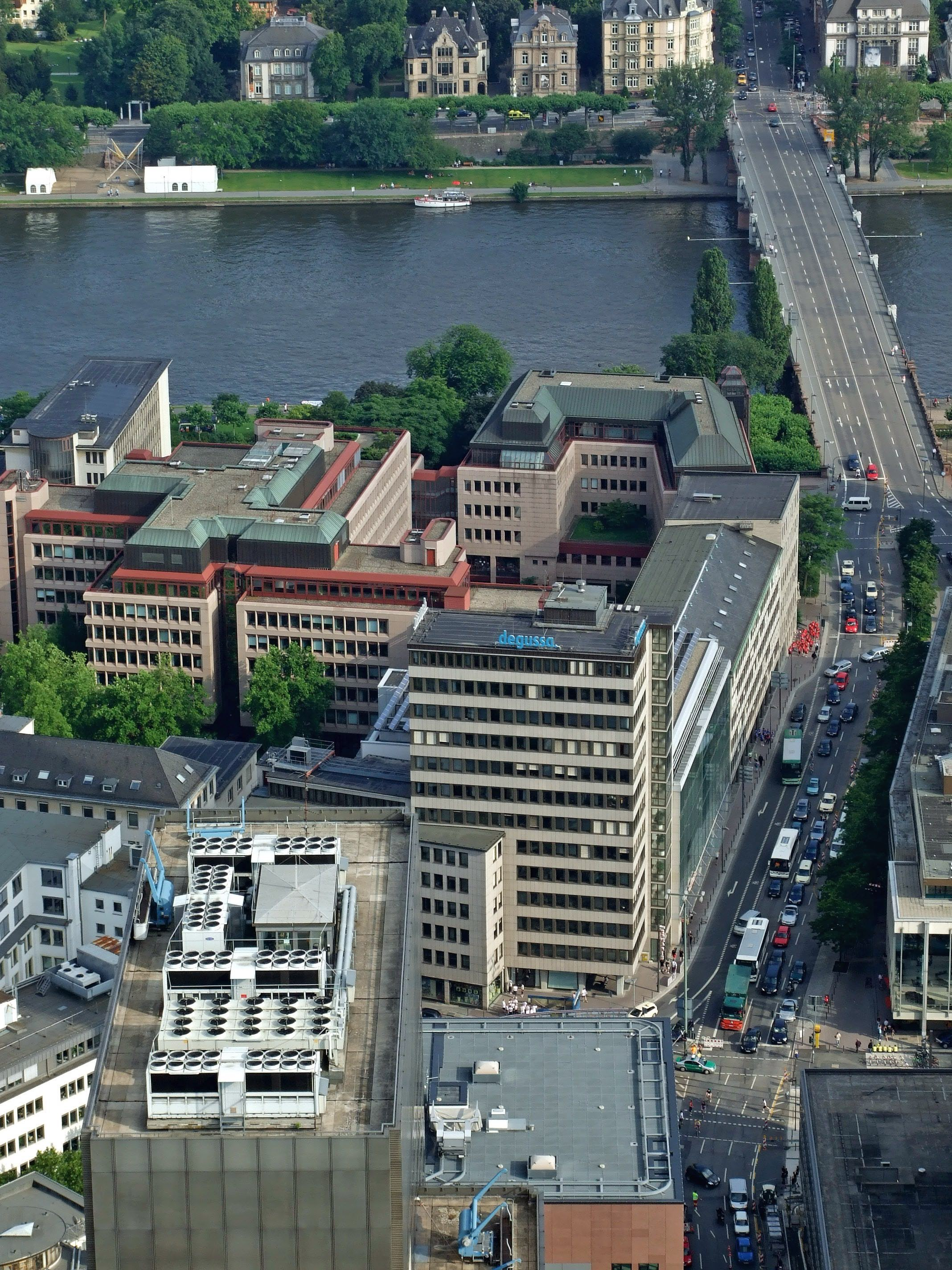
L'ancien siège social de Degussa à Francfort.

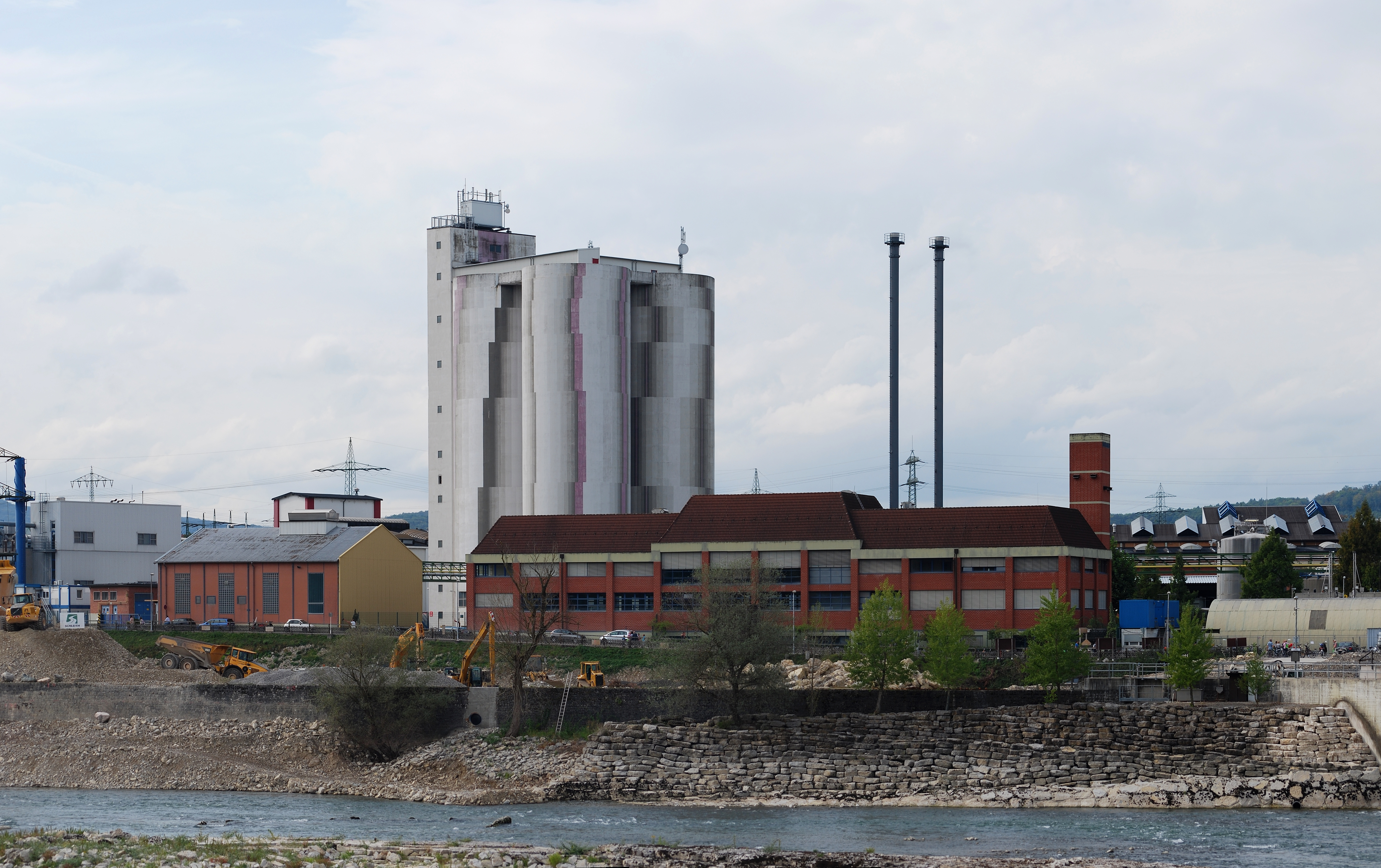
L'usine Evonik Degussa à Rheinfelden (Bade).

C'est l'Unité allemande qui en 1871 provoqua la conversion de cette entreprise familiale en une société par actions : la création d'une monnaie impériale, le Mark-or, allait entraîner la désuétude des particularismes monétaires issus de la Kleinstaaterei allemande (entre autres le florin d'Allemagne du nord). Cela provoqua le retrait de la circulation d'énormes masses de monnaie métal ; il fallait, pour la récupération des métaux précieux de ces espèces, mettre en place une industrie spécifique. Degussa, à sa création, bénéficia d'un privilège bancaire l'autorisant à racheter les monnaies et à les refondre pour en extraire l'or et l'argent. Bientôt, la société étendit son activité à la récupération des métaux sur les alliages, les bijoux et objets précieux (notamment les dorures sur cristal et céramique). Pour cela, l'usine intensifia la production de perborates, utilisés comme fondants dans l'extraction des métaux précieux.
Sous le Troisième Reich (1933-1945), la Degussa bénéficia de l'aryanisation (par rachats forcés) de sociétés, propriétés et brevets détenus ou exploités par des juifs et elle est de ce fait lourdement compromise dans les crimes et abus du régime nazi (cf. infra).
En 1965, le groupe Degussa affichait un chiffre d'affaires de 1,446 milliard de DM et employait 12 400 salariés.
Le groupe est officiellement rebaptisé Degussa AG en 1980. La succursale bancaire « historique » de Degussa AG prit son autonomie sous la dénomination Degussa Bank GmbH. Dès son introduction sur le DAX (1988), Degussa AG se classa parmi les Blue Chips, c'est-à-dire les sociétés les plus cotées du Dax 30. En 1990, Degussa employait 35 000 salariés et affichait un chiffre d'affaires de 13,925 milliards de DM.
En 1999, Degussa fusionna avec une filiale de VEBA (en), Hüls AG (à Marl) pour former le groupe Degussa-Hüls AG, dont le principal actionnaire était désormais l’électricien VEBA, et le siège social déménagea à Francfort-sur-le-Main.
Après l'absorption de VIAG par VEBA pour former le groupe E.ON AG, Degussa-Hüls et une filiale de VIAG, SKW Trostberg, furent regroupées en 2001 pour reformer le groupe électrochimique Degussa, avec le siège social à Düsseldorf. E.ON en est de loin l'actionnaire majoritaire ; par rachat massif d'actions, Degussa put être dégagée en 2002 du DAX 30 et n'est plus cotée que dans le M-DAX. En 2000, la branche métaux précieux de Degussa fut cédée au groupe belge Umicore.
En 2003, le PDG du groupe, Utz-Hellmuth Felcht, reconnut que Degussa avait été propriétaire du groupe Degesch, producteur de l'insecticide Zyklon B et fournisseur entre 1941 et 1944 des camps d'extermination nazis ; que cette production avait rapporté au groupe 200 000 RM par an.
Le 1er juin 2004, 97,5 % des actions de Degussa étaient détenues par RAG. Le conseil d'administration approuva le 29 mai 2006 une OPA, si bien que le 14 septembre 2006, Degussa AG devenait une filiale à 100 % de RAG ; cela dans le contexte d'un échange préalable d'actifs entre le groupe E.ON et RAG : moyennant la cession de ses participations majoritaires dans Ruhrgas, RAG avait récupéré au printemps 2006 toutes les actions Degussa détenues par E.ON, devenant ainsi le leader de la chimie spécial juste avant son entrée en bourse sur le DAX, programmée pour 2007. Pour financer la transaction, la branche chimique rentable de Degussa fut revendue à BASF.
Degussa fut retirée du marché boursier et devint le 2 janvier 2007 une SARL. Le 12 septembre 2007, Degussa était finalement absorbée par le groupe Evonik Industries.

## Degussa et le Troisième Reich

### Faits
Degussa chargea en 1998 l'historien américain Peter Hayes de faire toute la lumière sur les activités du groupe sous le Troisième Reich. Son essai From Cooperation to Complicity: Degussa in the Third Reich a été publié en 2004.
Degussa s'est, de fait, trouvée gravement impliquée dans les crimes du régime nazi : arrestation des juifs et la confiscation de leurs biens, réarmement du Reich, exploitation de la main d’œuvre déportée et extermination des juifs. L'une de ses propres filiales (Degesch – Deutsche Gesellschaft für Schädlingsbekämpfung mbH) fournissait le Zyklon B, qui a servi à gazer les déportés d'Auschwitz. C'est dans les fours de Degussa que l'or des couronnes dentaires a été récupéré sur des cadavres de déportés. Selon les rapports de l'époque, ces métaux récupérés par Degussa étaient destinés au  projet Uranium,.

### Participation à la production de Zyklon B
Officiellement, Degussa n'est liée qu'indirectement à la synthèse du Zyklon B. Le brevet pour la fabrication de cette substance hautement toxique était exploité par la Deutsche Gesellschaft für Schädlingsbekämpfung mbH (Degesch) ; or Degesch était détenue à 42,5 % par Degussa. Vers 1924, cet insecticide était produit sous l'enseigne Degussa par la Raffinerie sucrière de Dessau SARL et fourni par Degesch à Tesch & Stabenow et d'autres clients. C'est la société Tesch & Stabenow (dont le siège était à Hambourg) qui fournit en 1941 du Zyklon B au camp de concentration d'Auschwitz, puis à partir de 1943, Degesch s'occupa directement des livraisons.
Les revenus tirés de la vente de Zyklon B étaient négligeables dans le chiffre d'affaires de Degussa, et comme seulement 1 % de la production de cet insecticide avait été utilisé contre l'homme, aucun des dirigeants de Degussa ne fut poursuivi, faute de preuve dans la connaissance qu'ils avaient eue de l'usage de leur produit : dès la fin des années 1940, ils avaient tous retrouvé leur poste. Le directeur des ventes de Degesch, Gerhard Peters fut condamné en revanche à une peine de détention après la capitulation allemande, tandis que Degussa obtenait et gagnait en 1955 un procès en rappel.

## Affaire du mémorial de l'Holocauste de Berlin
L'implication de Degussa dans la production du Zyklon B est redevenue d'actualité à l'occasion de la construction du mémorial de l'Holocauste, lorsque l'on apprit qu'aussi bien le fluidifiant que le revêtement anti-graffiti du béton (le Protectosil de la gamme Silane) du mémorial provenaient des usines Degussa. Les travaux de construction furent interrompus jusqu'à ce que la situation soit clarifiée. Le 13 novembre 2003, le conseil de l'association pour le Mémorial décida pourtant la reprise des travaux en pleine connaissance de la participation de Degussa, donnant ainsi quitus au groupe chimique pour la reconnaissance de sa propre histoire et l'ouverture de ses archives.

## Cession des droits dans le commerce des métaux précieux
En 2010, le groupe d'August von Finck junior obtint le droit d'usage de la marque Degussa pour le commerce des métaux précieux. Il put ainsi créer une entreprise de ce nom à Munich (Degussa Sonne/Mond Goldhandel GmbH). Cette société de courtage en métaux précieux jouit non seulement du droit de frapper des monnaies d'or et d'argent, mais aussi de poinçonner des lingots coulés par des fournisseurs au logo de la société, qui est celui de la Degussa d'origine. Thorsten Polleit est depuis 2012 le directeur commercial de cette société. Jusqu'en 2013, l'entreprise affichait dans ses publicités le slogan « Degussa – Gold und Silber seit 1843 », mais elle a dû y renoncer après avoir perdu le procès en appel devant le tribunal de grande instance de Munich, au motif que l'usage du slogan abusait les consommateurs sur la prétendue continuité dans les activités des deux entreprises. En effet, la production de lingots de l'ancienne Degussa AG a été reprise par la société belge Umicore.